# Bandera d'Europa
La bandera d'Europa és la bandera i l'emblema del Consell d'Europa (CdE) i la Unió Europea (UE), que també s'empra per referir-se a l'euro o els països de la zona euro. Consisteix en un cercle de dotze estrelles daurades sobre un camp d'atzur. La quantitat d'estrelles no canvia segons el nombre de membres de cada organització, car representen tots els pobles d'Europa, incloent-hi els que encara no s'han unit al procés d'integració europea.
La bandera fou dissenyada el 1955 per Arsène Heitz i Paul Lévy com a símbol del CdE, que encoratjà altres organitzacions a adoptar-la. El 1985, la Comunitat Econòmica Europea (CEE), que més tard esdevindria la Unió Europea, l'adoptà com a bandera pròpia a iniciativa del Parlament Europeu. Els tractats de la Unió Europea no mencionen la bandera, car es decidí no incorporar-la-hi quan es descartà la Constitució Europea, però altres formes de legislació sí que en fan esment.
Tot i ser la bandera de dues organitzacions diferents, la prominència de la Unió Europea i el seu ús intensiu de l'emblema fa que se l'associï més sovint a la UE. Així mateix, es fa servir per representar Europa en esdeveniments esportius i com a bandera a favor de la democràcia a l'exterior de la Unió. Ha servit d'inspiració per a altres banderes, com per exemple les banderes d'altres organitzacions europees i les d'estats en els quals ha intervingut la UE (com ara Bòsnia i Hercegovina i Kosovo).

## Història

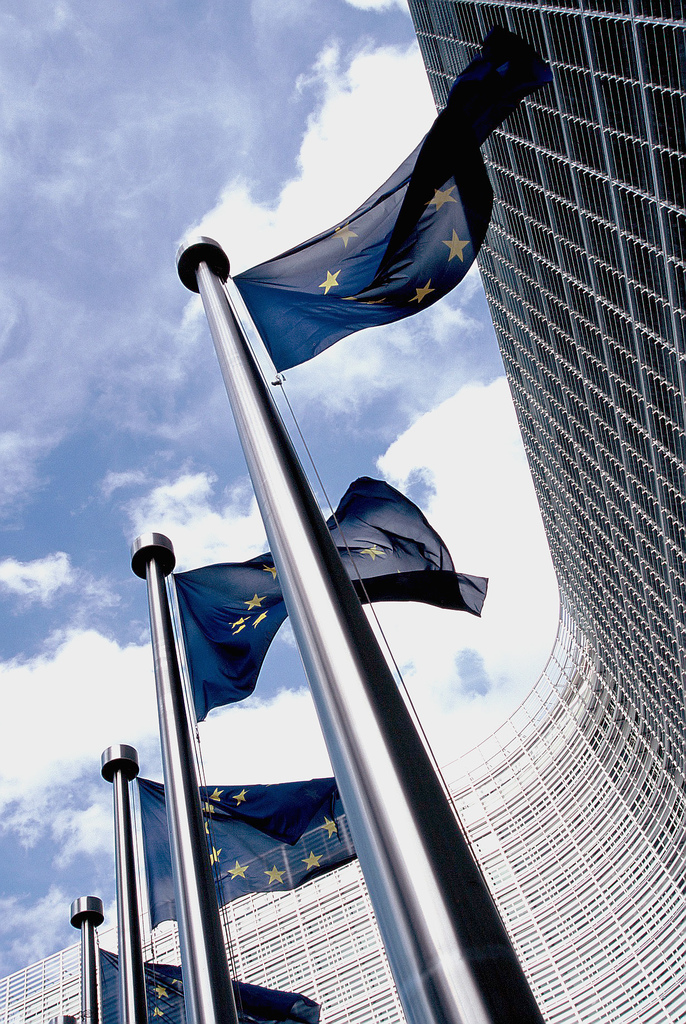
La bandera fou creada el 1955 i aprovada per la CEE el 1985.

### Creació
El Consell d'Europa començà a buscar un símbol el 1950, quan creà un comitè que estudiés el tema d'una possible bandera europea. Es presentaren moltes propostes, però amb una tendència clara envers les estrelles i els cercles.

Bandera de la Unió Internacional Paneuropea

El comte Richard Nikolaus Graf Coudenhove-Kalergi proposà que s'adoptés la bandera de la seva Unió Internacional Paneuropea, que era una bandera de fons blau amb una creu vermella dins d'un cercle taronja situat al centre i que ell mateix havia adoptat recentment per a la Unió Parlamentària Europea. Turquia, membre del Consell d'Europa des del 1949, rebutjà aquesta bandera pel simbolisme de la creu. Aleshores, Kalergi proposà afegir una mitja lluna al disseny de la creu, amb l'esperança de calmar les objeccions dels turcs. Una altra organització amb bandera era el Moviment Europeu, que tenia una bandera amb una gran lletra «E» de color verd sobre un fons blanc. Un altre disseny es basava en els Anells Olímpics, amb vuit anells argentats sobre un fons blau, però fou rebutjat per la semblança dels anells a esferes de rellotge, enllaços de cadena i zeros. Carl Weidl Raymon proposà una bandera amb una gran estrella groga sobre un fons blau, però també fou rebutjada, en aquest cas per la seva similitud amb la bandera Burnet, que havia estat adoptada durant un curt període per la República de Texas a la dècada del 1830, a més de la seva semblança amb la bandera del Congo Belga.
L'Assemblea Consultiva reduí les opcions a només dos dissenys. Un d'ells era de Salvador de Madariaga, fundador del Col·legi d'Europa, que proposava una constel·lació d'estrelles sobre un fons blau (situades a la posició de les capitals, amb una estrella més gran per a Estrasburg, la seu del Consell). Havia fet circular la seva bandera per moltes capitals europees i el seu concepte havia rebut suport. El segon era una variant sobre aquest tema creada per Arsène Heitz, que treballava al servei postal del Consell i havia presentat desenes de dissenys, El disseny de Heitz que fou escollit per l'Assemblea era similar al de Salvador de Madariaga, però en lloc de formar-hi una constel·lació, les estrelles hi estaven disposades en un cercle. L'Assemblea Consultiva preferia el disseny de Heitz, però la bandera que escollí tenia quinze estrelles, que representaven els quinze estats del Consell d'Europa. L'Assemblea Consultiva elegí aquesta bandera i en recomanà l'adopció al consell.
El Comitè de Ministres (el principal organisme decisori del Consell) arribà a un acord amb l'Assemblea per crear una bandera amb un cercle d'estrelles, però el nombre tretze fou objecte de polèmica (vegeu la secció Nombre d'estrelles). S'elegí el nombre dotze i Paul M. G. Lévy creà el disseny de la nova bandera, que ha perdurat fins avui en dia. L'Assemblea Parlamentària del Consell d'Europa l'aprovà el 25 d'octubre del 1955. Després d'haver estat adoptada el 8 de desembre del 1955, fou presentada al Château de la Muette (París) el 13 de desembre del 1955.

### Comunitats Europees
Després de l'Exposició Universal del 1958 celebrada a Brussel·les, la bandera esdevingué popular i el Consell d'Europa feu pressió perquè altres organitzacions europees l'adoptessin com a mostra de la unitat europea. El Parlament Europeu prengué la iniciativa per trobar una bandera adequada per a les Comunitats Europees. Poc després de les primeres eleccions directes, celebrades el 1979, es presentà un projecte de resolució sobre el tema. La resolució proposava que les Comunitats adoptessin la bandera del Consell d'Europa que finalment fou adoptada pel Parlament l'11 d'abril del 1983.
La cimera de juny del 1984 del Consell d'Europa a Fontainebleau destacà la importància de promoure una imatge i identitat europees entre els ciutadans i el món sencer. Al juny de l'any següent, en una cimera a Milà, el Consell Europeu aprovà una proposta del Comitè «Europa dels Ciutadans» (Comité Adonnino) a favor de la bandera i l'adoptà. Havent rebut permís del Consell d'Europa, les Comunitats començaren a utilitzar-la el 1986. Fou hissada per primera vegada a l'exterior de l'edifici Berlaymont (la seu de la Comissió Europea) el 29 de maig del 1986. La Unió Europea, establerta el 1992 pel Tractat de Maastricht per substituir la CE i reprendre'n les funcions, també adoptà aquesta bandera. Des d'aleshores, el seu ús ha estat regulat conjuntament pel Consell d'Europa i la Unió Europea.

### Banderes anteriors

Bandera de la desapareguda CECA

Antiga bandera parlamentària

Abans de l'aparició d'institucions polítiques europees, les banderes que representaven Europa es limitaven als moviments a favor de la unificació. Les més populars eren la bandera amb una gran lletra «E» de color verd sobre un fons blanc del Moviment Europeu i la Bandera Paneuropea (vegeu Creació). L'aparició d'institucions, a part del Consell d'Europa, comportà l'aparició d'altres emblemes i banderes. Cap d'elles no representava Europa en el sentit més ample i han estat substituïdes per l'actual bandera d'Europa.
La primera organització important que n'adoptà una fou la Comunitat Europea del Carbó i de l'Acer (CECA), que més endavant s'acabà fusionant amb les Comunitats Europees. La CECA fou fundada el 1952 i la bandera de la CECA fou presentada a Brussel·les durant l'Exposició Universal de 1958.

Antiga bandera parlamentària

La bandera tenia dues franges, una de blava a dalt i una de negra a baix, amb sis estrelles daurades (argentades a partir del 1973), tres a cada franja. El blau representava l'acer, el negre simbolitzava el carbó i les estrelles feien referència als sis estats membres. El nombre d'estrelles augmentà amb cada nou membre, fins que el 1986 s'establí que n'hi hauria dotze. Quan el tractat de la CECA expirà el 2002, la bandera fou baixada d'un pal a l'exterior de l'edifici de la Comissió Europea a Brussel·les i substituïda per la bandera d'Europa.
El Parlament Europeu també utilitzà la seva pròpia bandera a partir del 1973, però mai no l'adoptà de manera formal. Caigué en desús amb l'adopció de la bandera de dotze estrelles pel Parlament, l'any 1983. La bandera era groga i blava, però en lloc de portar dotze estrelles, tenia les lletres «EP» i «PE» (les inicials del Parlament Europeu en els sis idiomes propis de la Comunitat en aquella època), envoltades per una corona.

#### Bandera «codi de barres»

La proposta de bandera de Koolhaas

El 2002, l'arquitecte neerlandès Rem Koolhaas i la seva empresa d'arquitectura, Office for Metropolitan Architecture (OMA), dissenyaren una nova bandera en resposta al desig de l'aleshores president de la Comissió Europea, Romano Prodi, de trobar noves maneres de donar un nou aire a la Unió d'una manera que representés la «diversitat i unitat» d'Europa. A aquest disseny se li donà el sobrenom de «codi de barres», car té els colors de totes les banderes europees (dels 15 estats que formaven la Unió en aquell temps) en forma de franges verticals. A més de la comparació amb els codis de barres, se l'ha comparat de manera desfavorable amb paper pintat, una carta d'ajust i el teixit utilitzat per fer gandules. A diferència de la bandera actual, aquesta bandera hauria canviat amb l'entrada de cada nou membre.
Mai no fou adoptada de manera oficial, ni per la UE ni per cap altra organització. Tanmateix, fou utilitzada com a logo per la presidència austríaca de la UE l'any 2006. La bandera havia estat actualitzada amb els colors dels deu membres que havien accedit a la Unió des de la proposta original. Dissenyada per l'empresa de Koolhaas, el seu objectiu és presentar Europa «com a esforç comú de diferents nacions, cadascuna de les quals preserva la seva identitat cultural única». Al principi suscità algunes queixes per la presentació incorrecta de les franges de la bandera d'Estònia.

### Esdeveniments recents
L'abril del 2004, l'astronauta de l'Agència Espacial Europea André Kuipers feu onejar la bandera a l'espai per primera vegada, a bord de l'Estació Espacial Internacional.
Bèlgica, Bulgària, Alemanya, Grècia, Espanya, Itàlia, Xipre, Lituània, Luxemburg, Hongria, Malta, Àustria, Portugal, Romania, Eslovènia i Eslovàquia declaren que la bandera que representa un cercle de dotze estrelles daurades sobre fons blau, l'himne pres de l'Himne a l'Alegria de la Novena Simfonia de Ludwig van Beethoven, el lema «Unitat en la diversitat», l'euro com a moneda de la Unió Europea i el Dia d'Europa el 9 de maig continuaran sent, per a ells, els símbols de la pertinença comuna dels ciutadans a la Unió Europea i de la relació que hi tenen. 
Estava previst que la Constitució Europea institucionalitzés la bandera. Tanmateix, la no-ratificació del text feu que els líders polítics eliminessin elements propis d'un estat, com ara la bandera, del Tractat de Lisboa que el substituí. El Parlament Europeu, en canvi, defensava la inclusió dels símbols i respongué amb una proposta per augmentar-ne l'ús al Parlament. L'eurodiputat Jo Leinen incità el Parlament a prendre la iniciativa en aquest sentit. El setembre del 2008, la Comissió d'Afers Constitucionals del Parlament Europeu plantejà una modificació formal del reglament intern de l'assemblea per garantir un millor ús dels símbols. Concretament, es tractava d'exhibir la bandera en totes les sales de reunió (no només l'hemicicle) i en cada esdeveniment oficial. La proposta fou aprovada el 8 d'octubre del 2008 per 503 vots a favor, 96 en contra i 15 abstencions.
A més a més, s'incorporà una declaració de setze estats membres relativa als símbols, incloent-hi la bandera, a l'Acta Final del Tractat de Lisboa, afirmant que la bandera, l'himne, el lema, la moneda i el Dia D'Europa «continuaran sent, per a ells, els símbols de la pertinença comuna dels ciutadans a la Unió Europea i de la relació que hi tenen».

## Ús

### Consell d'Europa

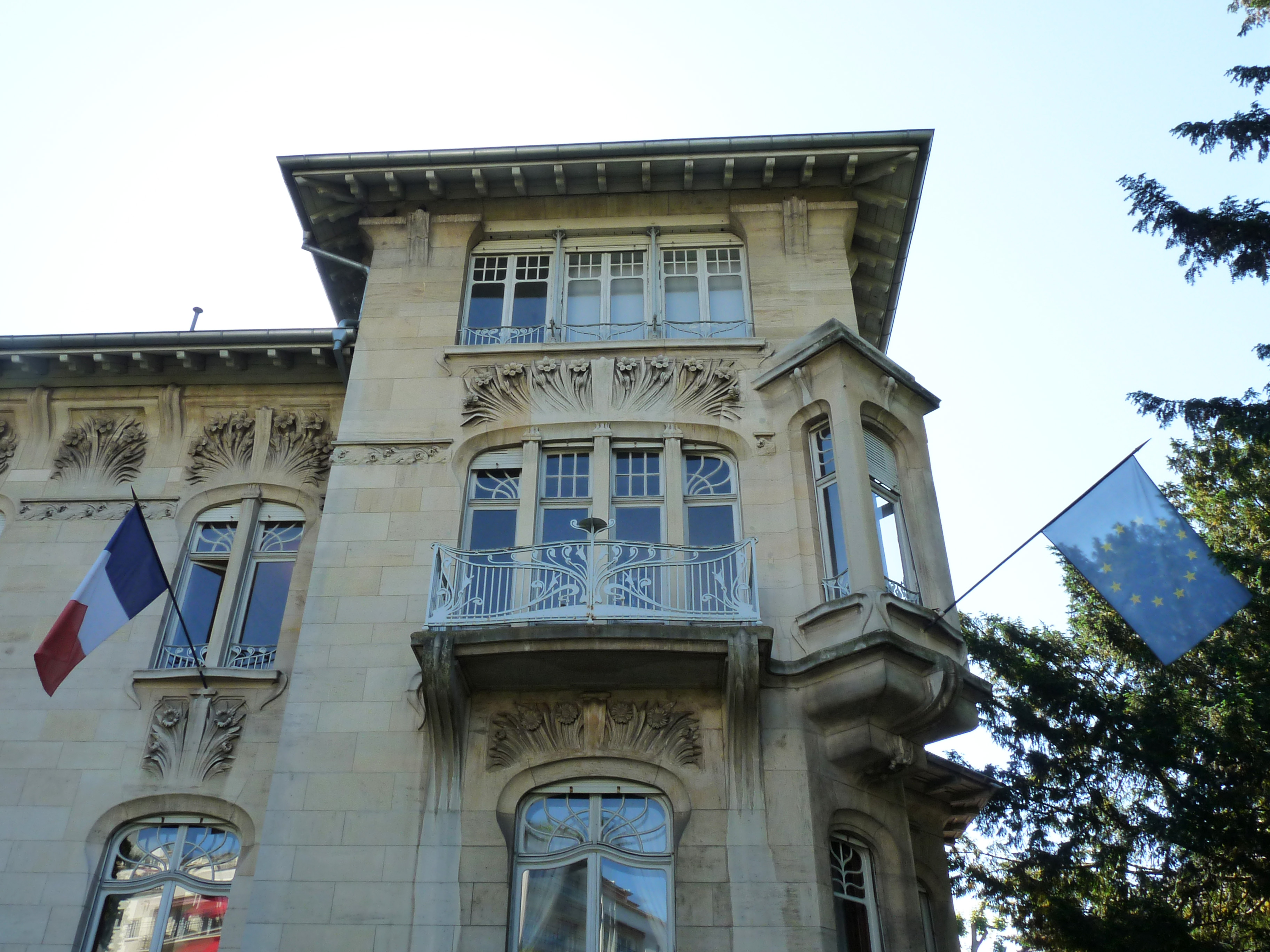
Bandera d'Europa al costat de la bandera de França a l'Hôtel Schützenberger, seu de l'Observatori Audiovisual Europeu (institució del Consell d'Europa)

Com a dissenyador de la bandera, el Consell d'Europa és el titular dels drets d'autor corresponents. Tanmateix, en el seu moment donà el seu vistiplau perquè les Comunitats Europees fessin servir la bandera i n'ha promogut l'ús per altres organitzacions regionals des de la seva creació. Avui en dia, el Consell d'Europa i la Comissió Europea s'ocupen conjuntament de fer que el símbol es faci servir amb respecte i sense abusos.
A més a més d'utilitzar la bandera, el Consell també en fa servir una versió modificada (amb una «E» verda estilitzada a sobre de les estrelles) com a emblema.

### Unió Europea

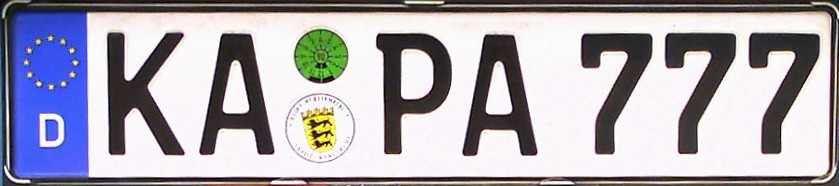
La UE utilitza la bandera en diversos àmbits, com ara les plaques de matrícula. En aquest cas, la «D» es refereix a Alemanya (Deutschland).

La bandera representa la UE en el seu conjunt. Les institucions, els òrgans i les agències de la UE tenen els seus propis logos o emblemes, que sovint es basen en el disseny i els colors de la bandera. Els bitllets d'euro mostren la bandera d'Europa. Les dotze estrelles de la bandera apareixen tant a l'anvers com al revers de les monedes d'euro, mentre que la bandera en si a vegades es fa servir com a símbol de la moneda o la zona euro. Finalment, la bandera també apareix a molts permisos de conduir i les plaques de matrícula que s'expedeixen a la Unió.

#### Protocol
El protocol exigeix que la bandera s'exhibeixi durant tots els discursos oficials del president del Consell Europeu. La bandera sovint s'utilitza en les reunions entre el líder d'un estat membre i el dirigent d'un tercer estat, on s'exhibeixen juntes la bandera nacional i l'europea. En general, les banderes nacionals tenen precedència sobre l'europea en el context nacional, però en les reunions entre líders de la UE no sempre és així. El codi vexil·lològic italià, per exemple, substitueix explícitament la bandera italiana per l'europea en l'ordre de precedència durant les visites de dignataris d'altres estats membres, de manera que, entre altres coses, la bandera de la UE es posa al centre quan hi ha un grup de tres banderes.

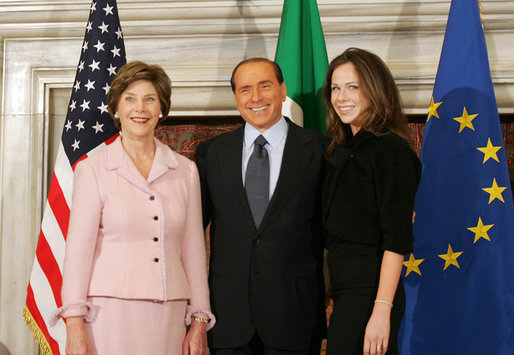
A Itàlia, la bandera d'Europa s'ha de posar al costat de la italiana en cerimònies oficials i edificis públics.

L'estat que ocupa la presidència rotatòria del Consell de Ministres sol fer onejar la bandera, però el 2009, el president txec euroescèptic Václav Klaus es negà a fer-la onejar al seu castell. La reacció de Greenpeace fou projectar una imatge de la bandera sobre el castell i intentar penjar-la a l'edifici.
Alguns membres regulen l'ús de la bandera d'Europa juntament amb la bandera nacional corresponent, com ara l'obligació de fer-la onejar al costat de la bandera nacional a les comissaries de policia o els edificis dels ajuntaments. Per exemple, la llei italiana estableix que la majoria d'edificis públics han de fer onejar la bandera d'Europa juntament amb la bandera d'Itàlia (Llei 22/2000 i Decret Presidencial 121/2000). A més a més, la bandera no es pot fer servir amb fins que no siguin compatibles amb els valors europeus.
En contextos nacionals, el protocol sol establir la primacia de la bandera nacional sobre la bandera d'Europa (que generalment se situa a la dreta de la bandera nacional des del punt de vista d'un observador. En aquelles ocasions en les quals la bandera d'Europa es fa onejar juntament amb les altres banderes nacionals (com ara a les reunions del Consell Europeu), les banderes nacionals es disposen en ordre alfabètic (segons el nom en la llengua principal de cada estat) i la bandera d'Europa se situa a l'extrem dret.
És habitual exhibir la bandera el dia de la bandera de la UE, la Diada d'Europa, que se celebra el 9 de maig de cada any. La bandera onejà al Reichstag per primera vegada en ocasió de la Diada d'Europa del 2008.

#### Ús militar i naval

Gallardet de les naus de control pesquer

La bandera d'Europa també es fa servir en les operacions militars de la UE, però no com a bandera mercant. El 2003, un eurodiputat presentà una moció en una comissió temporal del Parlament Europeu perquè les banderes mercants nacionals incorporessin la bandera d'Europa. L'any següent, emperò, el Parlament rebutjà aquesta proposta.
Els equips de control pesquer de la UE no tenen bandera mercant, però les seves naus fan onejar un banderí blau i groc quan es troben en aigües europees. La bandera és triangular, es divideix en quarts blaus i grocs i fou adaptada el 20 de maig del 1978 conforme al Reglament (CEE) núm. 1382/87. A diferència d'alguns estats que tenen variants presidencials, navals i militars, la UE no fa servir variants o banderes alternatives.
La bandera esdevingué un símbol de la integració d'Ucraïna a Europa durant la dècada del 2010, especialment després de l'Euromaidan. Ucraïna no forma part de la UE, però sí que és membre del Consell d'Europa.

### Altres

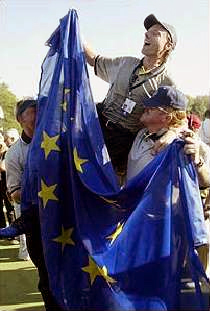
Bandera d'Europa a la victòria d'Europa contra els Estats Units a la Ryder Cup

La bandera també pot representar Europa en el seu sentit més ampli. El Consell d'Europa engloba tots els països del continent tret de Belarús, el Kazakhstan i la Ciutat del Vaticà, així que aquest ens representa la gran majoria d'Europa. Concretament, la bandera ha esdevingut un símbol d'europeisme fora de la Unió, com ara a Geòrgia, on oneja a gairebé tots els edificis governamentals des de l'arribada al poder de Mikheil Sakaixvili, que la feu servir en la seva investidura, dient: «la bandera [d'Europa] també és la bandera de Geòrgia, en el sentit que encarna la nostra civilització, la nostra cultura, l'essència de la nostra història i la nostra perspectiva, així com la nostra visió del futur de Geòrgia». El 2008 fou utilitzada per votants serbis proeuropeus abans d'unes eleccions.
A més a més, s'ha fet servir com a emblema democràtic en països com ara Belarús, on s'ha utilitzat en manifestacions juntament amb l'antiga bandera nacional (actualment prohibida) i les banderes de moviments opositors. Es feren onejar moltes banderes d'Europa en una marxa a favor de la democràcia i l'adhesió a la UE celebrada a Minsk el 2007. La bandera també es feu onejar durant les manifestacions Euromaidan a favor de la democràcia i la UE que es produïren a Ucraïna el 2013.
Algunes entitats, incloent-hi lobbistes europeus i empreses de transport internacional, utilitzen la bandera d'Europa o parts d'ella per posar l'accent sobre el seu caràcter paneuropeu.
La bandera també es fa servir en competicions esportives en les quals participa un equip europeu unificat, com ara la Ryder Cup i la Mosconi Cup. Després dels Jocs Olímpics del 2004, el president Romano Prodi destacà que els esportistes de la UE havien guanyat un nombre de medalles molt superior al de qualsevol altre país i reclamà, sense èxit, que els atletes de la UE portessin la bandera d'Europa als següents Jocs Olímpics juntament amb la seva bandera estatal com a símbol de solidaritat.

## Disseny

Esquema constructiu

La bandera és rectangular i té una ràtio de 2:3, és a dir, té un 50% més de vol (amplada) que de beina (alçada). Hi ha dotze estrelles daurades (o grogues) disposades en cercle (amb un radi equivalent a un terç de la beina) sobre un fons blau. Totes les estrelles apunten cap amunt, tenen cinc puntes i estan distribuïdes a intervals iguals seguint les hores del rellotge. Cada estrella té un diàmetre equivalent a una novena part de la beina.
La UE n'ofereix la següent descripció heràldica: «Sobre fons atzur, un cercle format per dotze estrelles daurades de cinc puntes que no es toquen entre si». El Consell d'Europa descriu el simbolisme de la bandera de la manera següent:
| «                                                   | Sobre el fons blau del cel d'Occident, les estrelles que representen els pobles d'Europa formen el cercle en forma d'unió. El seu nombre queda fixat en dotze, símbol de la perfecció i la plenitud. | » |
| — Consell d'Europa. París, 7-9 de desembre del 1955 | |   |

### Colors
|         | PMS  | RGB aprox. | RGB aprox. | RGB aprox.   | Hexadecimal | CMYK [%]        | CMYK [%]       | CMYK [%]      | CMYK [%] |
| vermell | PMS  | verd       | blau       | Process Cyan | Hexadecimal | Process Magenta | Process Yellow | Process Black |          |
| Blau    | Navy | 0          | 51         | 153          | 003399      | 100             | 67             | 0             | 40       |
| Or      | Gold | 255        | 204        | 0            | FFCC00      | 0               | 20             | 100           | 0        |

El color de base de la bandera és el blau fosc (Reflex Blue, una barreja de cian i magenta), mentre que les estrelles daurades es presenten amb el color groc. Els colors estan regulats segons el sistema de control de color Pantone (vegeu la taula amb les especificacions).
Es proposaren molts dissenys abans de decantar-se per la bandera actual. Les propostes rebutjades es conserven a l'Arxiu del Consell d'Europa. Una d'elles consisteix en un disseny d'estrelles blanques sobre un fons blau clar, en homenatge a la pau i l'internacionalisme de les Nacions Unides. Un web oficial relata que el blau i l'or eren els colors originals del comte Richard Nikolaus von Coudenhove-Kalergi, que proposà una Unió Paneuropea el 1923 i fou un promotor actiu de la Comunitat en els seus primers anys.

### Nombre d'estrelles

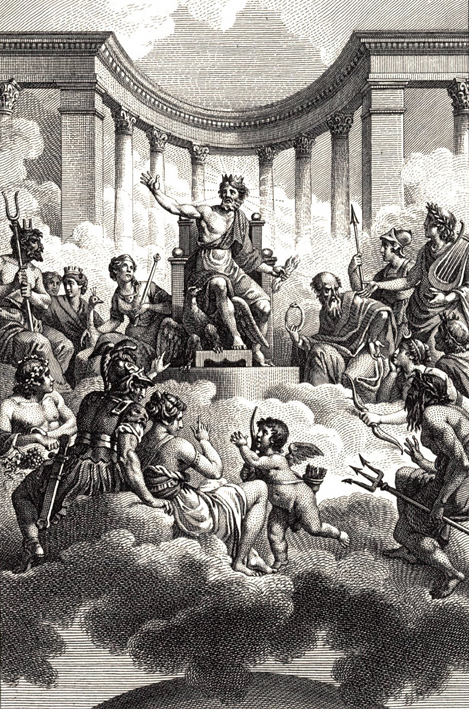
Els dotze Olímpics, de Monsiau

El nombre d'estrelles de la bandera es fixà en 12 i no té relació amb el nombre d'estats membres de la UE (tot i que la UE sí que tingué 12 estats membres entre el 1986 i el 1994). Això és degut al fet que originalment era la bandera del Consell d'Europa. El 1953, el Consell d'Europa tenia 15 membres. Es proposà que la bandera tingués una estrella per cada membre, sense que se n'afegissin de noves amb l'ingrés de nous membres. L'Alemanya Occidental s'hi oposà perquè la zona disputada del Saarland era un dels membres del Consell i entenia que donar-li la seva pròpia estrella implicaria reconèixer-ne la sobirania. Finalment s'elegí el dotze per la seva falta de connotacions polítiques i com a símbol d'unitat. Tanmateix, de vegades es troben banderes o emblemes que mostren erròniament 15 estrelles (com en la proposta rebutjada) o 25 (com se suggerí després de l'ampliació de la UE a 25 estats membres el 2004). El Consell d'Europa també continua fent servir la bandera tot i tenir 47 estats membres a 2020.

## Dissenys derivats
El disseny de la bandera d'Europa s'ha declinat en variacions, com ara la del Consell d'Europa, ja mencionada més amunt, i amb un major grau de variació, com en el cas de la bandera de la Unió Europea Occidental (UEO, actualment desapareguda), que utilitza els mateixos colors i les estrelles, però les estrelles varien segons el nombre de membres i estan disposades en un semicercle en lloc d'un cercle. A més a més, incorpora les inicials de l'antiga Unió Europea Occidental en dues llengües.
La bandera de Bòsnia i Hercegovina no té un vincle tan proper com el de la bandera de la UEO, però s'inspirà parcialment en la implicació europea a Bòsnia i Hercegovina i les aspiracions europees del país. Fa servir els mateixos colors blau i groc, mentre que les estrelles, tot i tenir un nombre i color diferents, són una referència directa a les de la bandera d'Europa.
Així mateix, la República de Kosovo té el color blau, el groc i estrelles a la seva bandera en referència a la bandera d'Europa i com a símbol del seu objectiu de formar part de la Unió Europea. Igual que en el cas de Bòsnia i Hercegovina, Europa s'ha implicat molt en els afers de Kosovo, incloent-hi la funció supervisora que assumí la Unió Europea després de la declaració d'independència de Kosovo del 2008.
La bandera de la Regió de Brussel·les-Capital consisteix en un iris groc amb un contorn blanc sobre un fons blau. Els seus colors es basen en els colors de la bandera d'Europa perquè Brussel·les és considerada capital de facto de la UE.
Hi ha altres etiquetes que fan referència a la bandera d'Europa, com ara l'etiqueta d'aliments orgànics de la UE, que també fa servir les dotze estrelles, però reorganitzant-les en forma d'una fulla sobre un fons verd. El logo original de la Unió Europea de Radiodifusió reprenia les dotze estrelles sobre un fons blau, tot afegint-hi ones de transmissió que unien els diferents països.

## Interpretació mariana

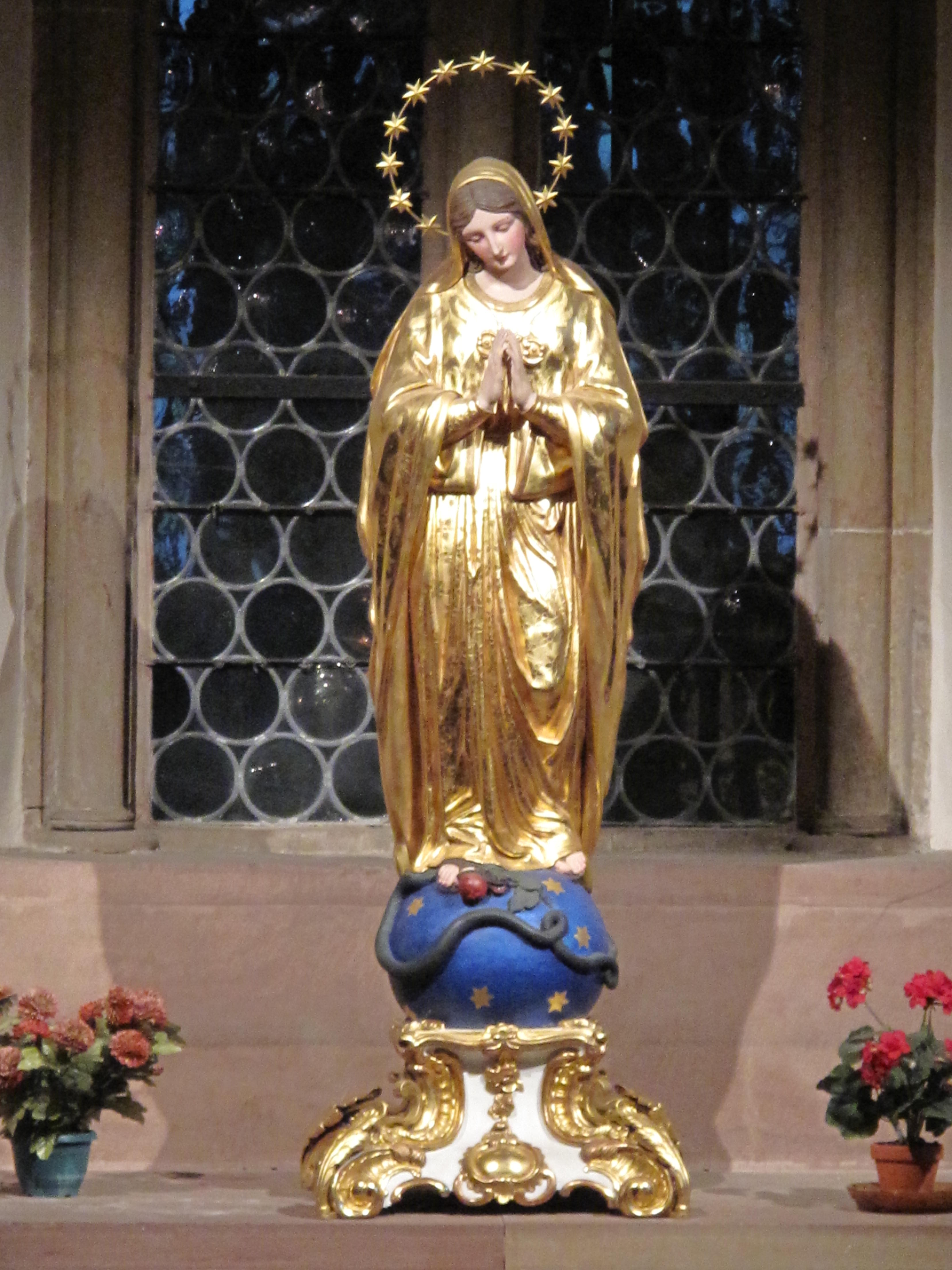
Estàtua de la Verge Maria a la Catedral d'Estrasburg (1859)

El 1987, després de l'adopció de la bandera per la CEE, Arsène Heitz, un dels dissenyadors que havien presentat propostes per al disseny de la bandera, suggerí que l'emblema havia tingut una inspiració religiosa. Heitz sostenia que el cercle d'estrelles es basava en la tradició iconogràfica de mostrar la Verge Maria com la Dona de l'Apocalipsi, amb una «corona de dotze estrelles» al cap. La revista satírica francesa Le Canard enchaîné reaccionà a la declaració de Heitz amb un article titulat L'Europe violée par la Sainte Vierge ('Europa violada per la Santa Verge') a la seva edició del 20 de desembre del 1989. Heitz també destacà que la data d'adopció de la bandera, el 8 de desembre del 1955, havia coincidit amb la Festivitat de la Immaculada Concepció de la Verge Maria.
El 1989, Paul Lévy, aleshores director d'informació del Consell d'Europa i responsable del disseny de la bandera, mantingué que no havia tingut constància de possibles connotacions religioses. En una entrevista concedida el 26 de febrer del 1998, Lévy no només repetí que no havia tingut constància de la suposada connexió mariana, sinó que també negà que Heitz hagués estat l'autor del disseny definitiu del cercle amb dotze estrelles. A la pregunta «Qui dissenyà realment la bandera?», Lévy respongué:
| « | Jo mateix, i [també] vaig calcular les proporcions que calien per al disseny geomètric. Arsène Heitz, un treballador del servei de correu, feu tota mena de propostes, incloent-hi el disseny de quinze estrelles. Tanmateix, presentà massa dissenys. Volia fer les monedes europees amb quinze estrelles al cantó. Volia fer banderes nacionals que incorporessin la bandera del Consell d'Europa. | » |
| — | |   |

Carlo Curti Gialdino reconstruí el procés de disseny i conclogué que la proposta de Heitz contenia un nombre variable d'estrelles. Segons el catedràtic italià, fou el Comitè de Ministres celebrat amb els viceministres el gener del 1955 el que escollí la versió de dotze estrelles per sobre dels altres dos dissenys finalistes.
Sembla que l'entrevista concedida per Lévy el 1998 fou el germen d'una nova variant de l'anècdota «mariana». Un article publicat a Die Welt l'agost del 1998 afirmà que era ell mateix el que s'havia sentit inspirat per introduir-hi un element «marià» després de passar caminant per davant d'una estàtua de la Verge Maria.
El febrer del 2000 es publicà un article a La Raison que ho relacionava amb la donació d'un vitrall a la Catedral d'Estrasburg pel Consell d'Europa el 21 d'octubre del 1956. El vitrall, obra del mestre parisenc Max Ingrand, presenta la Mare de Déu en postura de benedicció sota un cercle de dotze estrelles sobre un fons blau fosc. El disseny global de la Mare de Déu s'inspira en l'estendard de la Congregació Mariana dels Homes de la catedral. A més a més, l'estàtua venerada per aquesta congregació a l'interior de la catedral té una corona de dotze estrelles, mentre que el consell de la congregació també es compon de dotze persones.